# Gefängnis Montluc

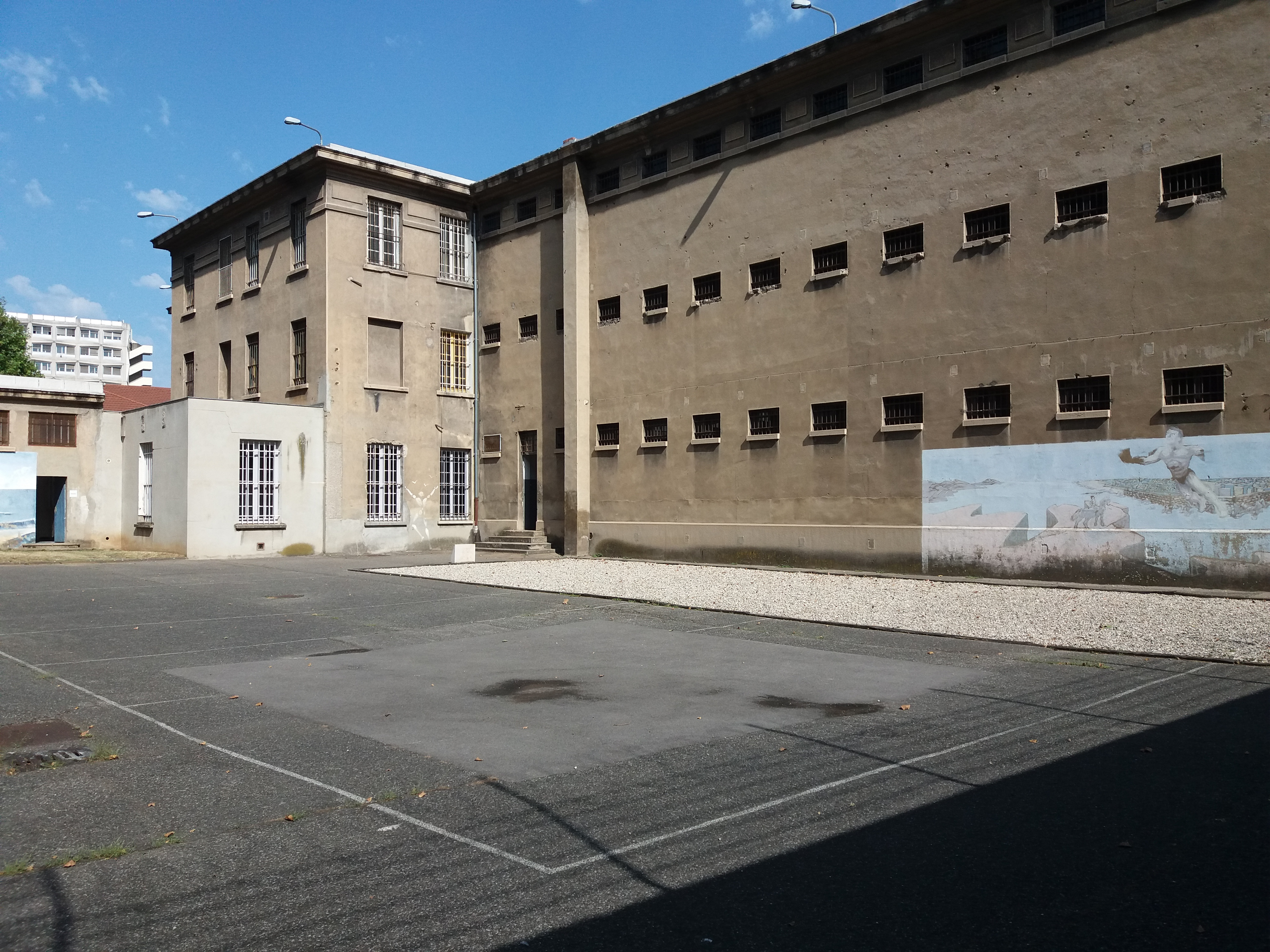
Hauptgebäude, Blick vom Innenhof

Das Gefängnis Montluc [mõlyk] ist ein ehemaliges französisches Gefängnis und heutige Gedenkstätte im dritten Arrondissement von Lyon. Die Anlage wurde 1921 als Militärgefängnis erbaut. Sie grenzt unmittelbar südlich an das Fort Montluc, auf dessen Glacis sie errichtet wurde. Besondere Bekanntheit erlangte das Gefängnis als Ort, an dem während der deutschen Besetzung Frankreichs im Zweiten Weltkrieg Widerstandskämpfer von der SS, insbesondere unter Klaus Barbie, inhaftiert und gefoltert wurden.

## Geschichte

### 1921–1940: Bau und Beginn des Zweiten Weltkriegs

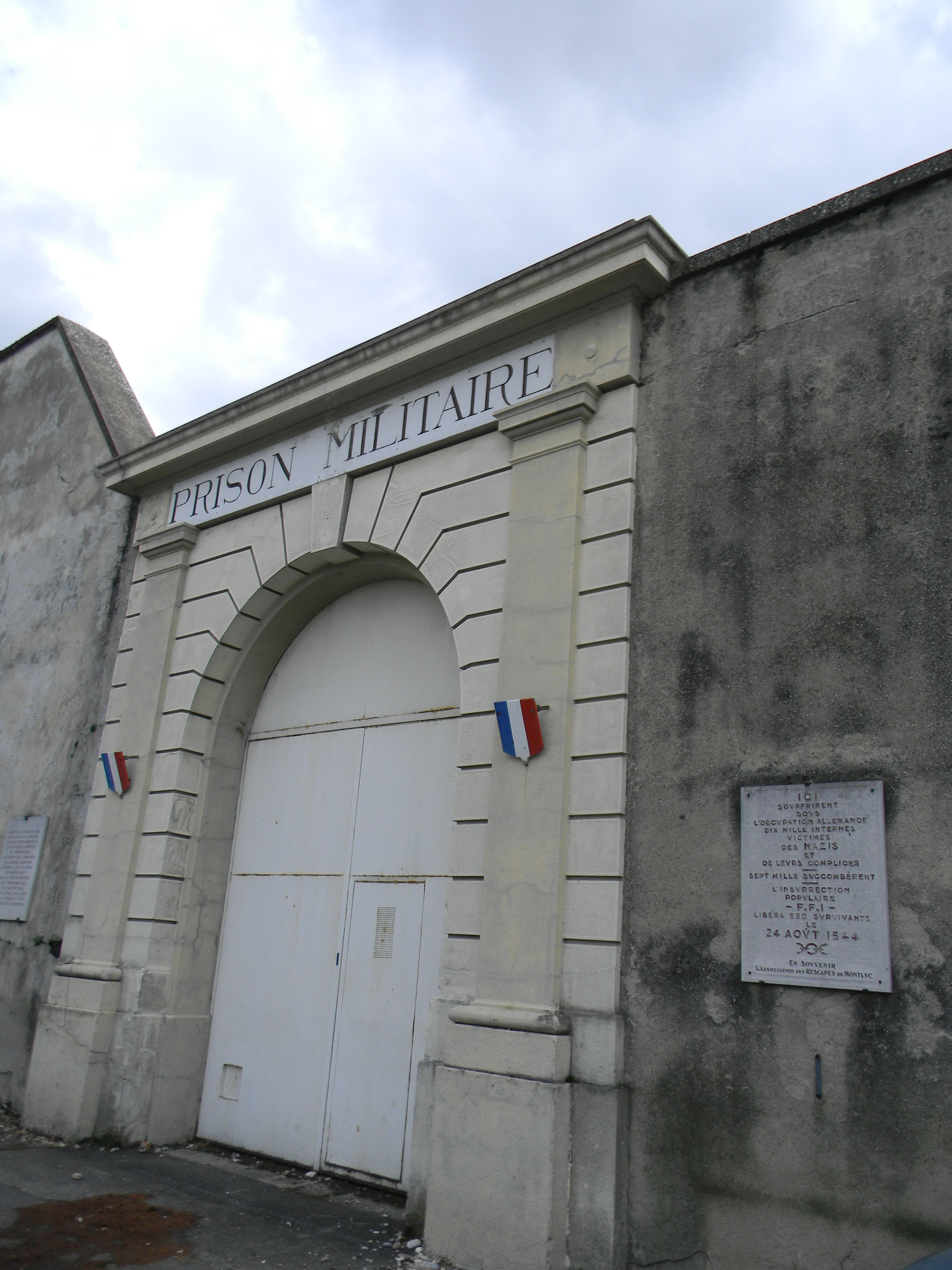
Gefängnistor

Das Gefängnis Montluc wurde 1921 erbaut, jedoch bereits 1932 wieder geschlossen, unter anderem wegen schlechter hygienischer Zustände. Zu Beginn des Zweiten Weltkriegs wurde es im November wieder in seiner ursprünglichen Funktion in Betrieb genommen. Zu den Häftlingen gehörten bereits zu dieser Zeit einige Personen, die aufgrund der Ausrufung des Belagerungszustands bei Kriegsbeginn per Dekret vom 1. September 1939 aus politischen Gründen verhaftet worden waren. Insbesondere betraf dies Kommunisten, die wegen des Hitler-Stalin-Pakts als Feinde eingestuft wurden und von Sondergerichten der Militärjustiz verurteilt wurden.

### 1940–1943: Vichy-Regime

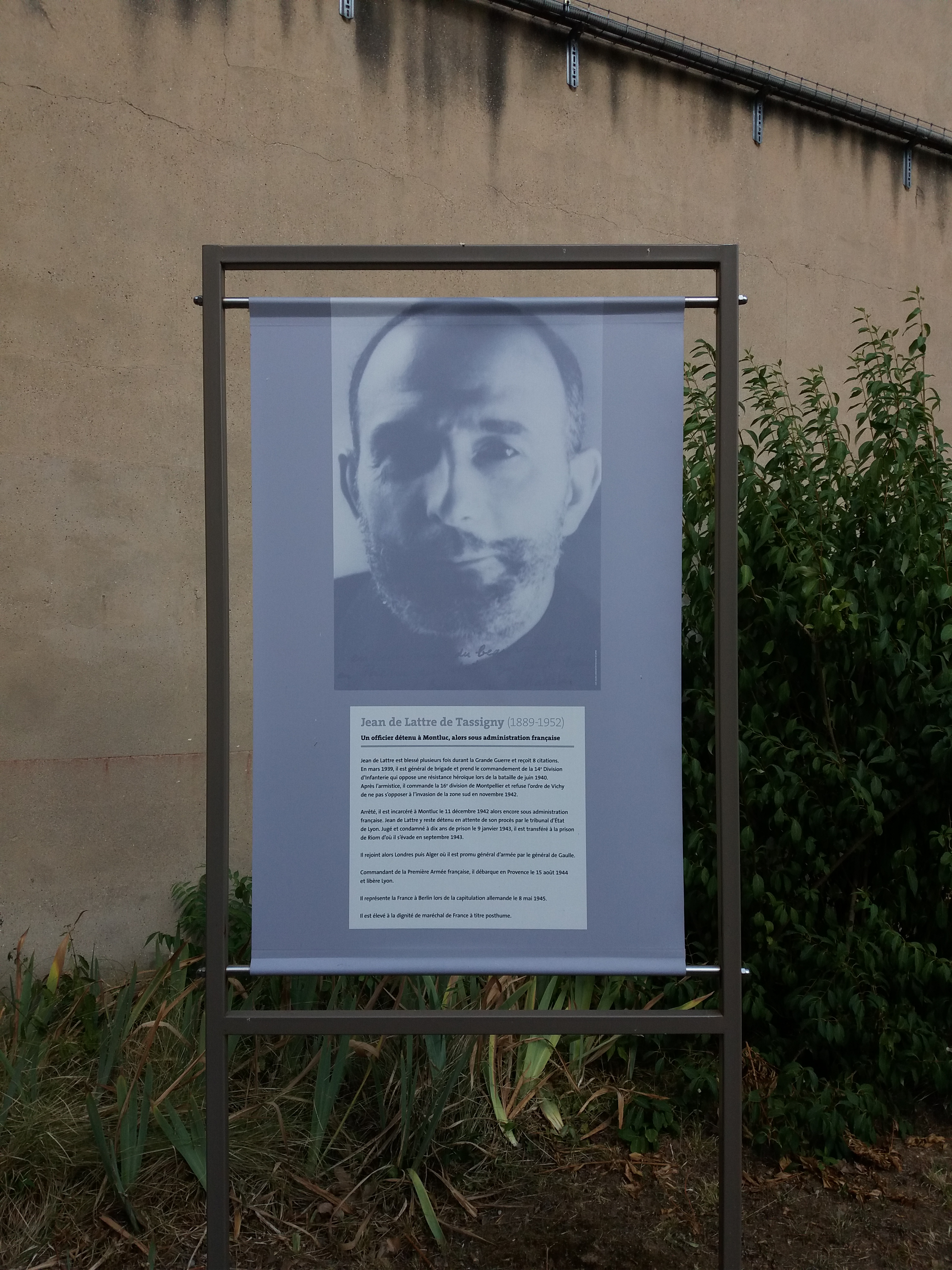
De Lattre de Tassigny, Häftling in Montluc unter Vichy 1942–1943

Nach der französischen Niederlage gegen NS-Deutschland im Juni 1940 wurde Frankreich durch die Bestimmungen des Waffenstillstands von Compiègne in eine von Deutschland besetzte Zone im Norden und Westen des Landes und eine zunächst unbesetzte, „freie Zone“ geteilt, in der das ab Juli 1940 errichtete Vichy-Regime herrschte und zu der auch Lyon gehörte. Die Vichy-Regierung inhaftierte im Gefängnis Montluc, das weiterhin den Status eines Militärgefängnis hatte, politische Gegner – nach wie vor Kommunisten, aber auch Anarchisten und Freimaurer sowie bald auch die ersten Résistance-Angehörigen. Bereits 1940 wurden im Gefängnis 360 Personen festgehalten, etwa dreimal so viele wie theoretisch vorgesehen. Die Haftbedingungen waren dennoch eher besser als etwa in zivilen Gefängnissen. Die Häftlinge waren aufgrund von (Militär-)Gerichtsurteilen inhaftiert; sie hatten täglichen Hofgang, drei Mahlzeiten täglich, konnten duschen und Pakete empfangen.
Zu den Häftlingen dieser Periode zählen der spätere tunesische Präsident Habib Bourguiba und der französische General Jean de Lattre de Tassigny. Dieser wurde in Haft genommen, weil er den Befehl verweigert hatte, die deutsche Besetzung der Südzone Frankreichs kampflos zu akzeptieren, und war bis zu seinem Prozess am 9. Januar 1943 in Montluc untergebracht.

### 1943–1944: Wehrmacht und Gestapo

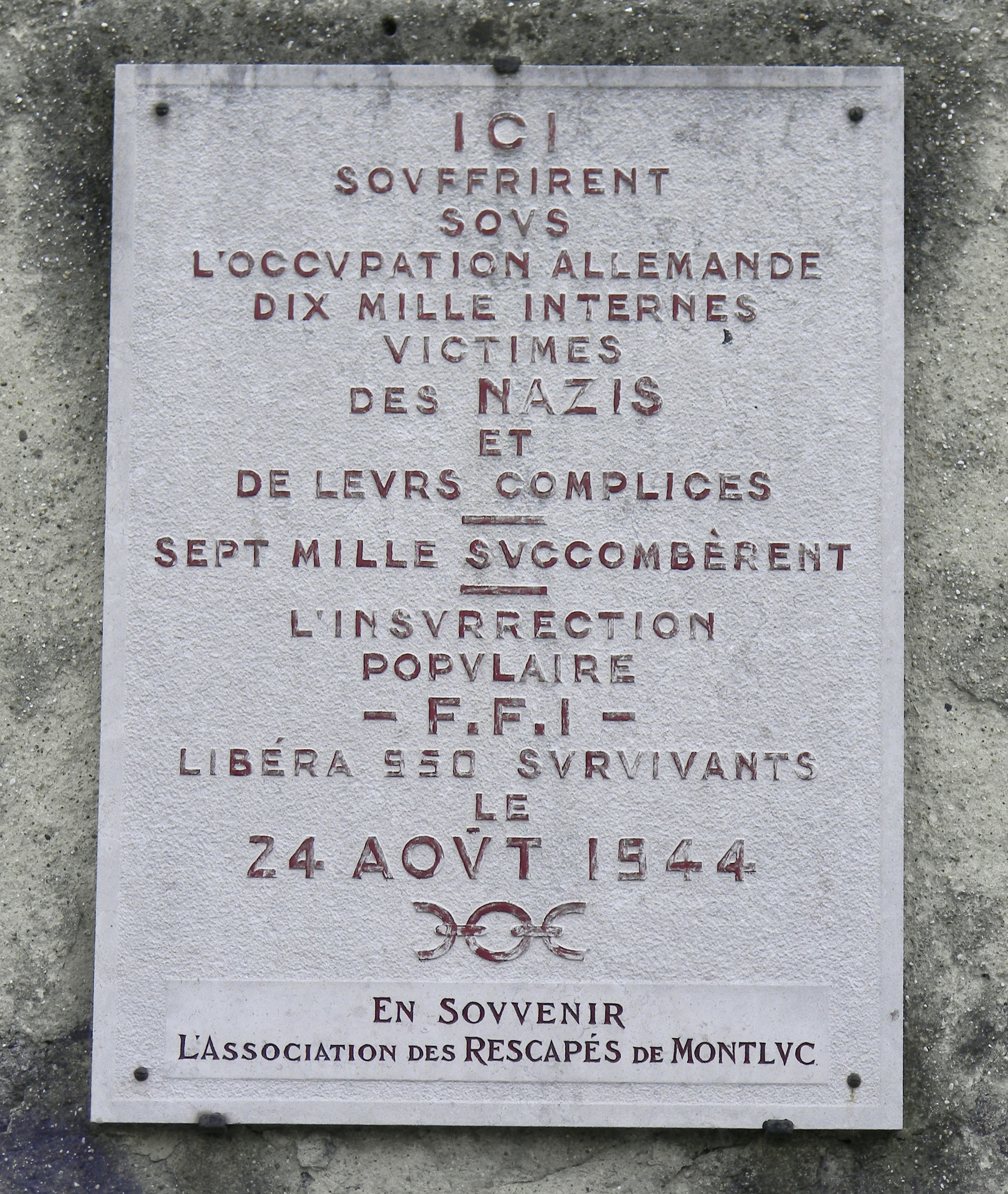
Gedenktafel für die inhaftierten NS-Opfer

Nachdem im November 1942 deutsche Truppen auch in die bis dahin unbesetzte „freie Zone“ einmarschiert waren, requirierten die deutschen Besatzer das Gefängnis ab Januar 1943 teilweise und am 17. Februar 1943 vollständig. Die Häftlinge des Vichy-Regimes wurden in die Militärgefängnisse von Nontron im Département Dordogne und dem Fort de Vancia sowie in das zivile Lyoner Gefängnis Saint-Joseph überstellt.
Obwohl die Deutschen das Gefängnis der Wehrmacht unterstellten und es somit den Status eines Militärgefängnisses behielt, war es weitgehend unter der Kontrolle der Gestapo unter Klaus Barbie. Es wurde zur Inhaftierung von Widerstandskämpfern, Juden, Geiseln, jungen Männern, die sich der Zwangsarbeit in Deutschland (Service du travail obligatoire, STO) zu entziehen versucht hatten, und auch einiger gewöhnlicher Krimineller benutzt. Zu Verhören durch die Gestapo wurden die Gefangenen an den Sitz der Gestapo transportiert, der sich zunächst im Hôtel Terminus nahe dem Bahnhof Lyon-Perrache, später in der ehemaligen Sanitätsdienstschule der französischen Armee in der Avenue Berthelot befand. Die Haftbedingungen verschlechterten sich zusehends. Duschen, Speiseraum, Toiletten und Werkstätten wurden zu Zellen umfunktioniert. Eine Zelle mit 4 m2 Grundfläche, ausgestattet lediglich mit einer Pritsche und einem Abortkübel, wurde für bis zu acht Personen verwendet. Im Frühjahr 1944 war das Gefängnis mit 1300 Personen belegt. Ein Holzbau in einem der Höfe wurde wegen der großen Zahl jüdischer Häftlinge dort als „Judenbaracke“ bezeichnet. Die Nahrungsversorgung wurde immer schlechter, Körperpflege unmöglich und die hygienischen Zustände unerträglich. Dies war im Sinn der nationalsozialistischen Politik der Entmenschlichung politischer Gegner und verfolgter Gruppen.
Im Zuge des nationalsozialistischen Völkermords an den Juden wurden jüdische Familien nach Montluc als Zwischenlager gebracht, von wo sie in das Lager Drancy und anschließend in die Vernichtungslager in Polen gebracht wurden. In vielen Fällen wurden die Kinder von den Eltern getrennt und anderswo eingesperrt, insbesondere im Hôpital de l’Antiquaille.
Die Zahl der während der deutschen Besatzung im Gefängnis Montluc inhaftierten Personen wird auf knapp 10.000 geschätzt. Für die meisten von ihnen, etwa 60 %, war Montluc Zwischenstation für die Deportation in Konzentrationslager nach Deutschland. Viele, etwa 10 %, wurden aber auch noch in Lyon und Umgebung hingerichtet. Auch der Widerstandskämpfer Jean Moulin und seine Gefährten wurden nach ihrer Verhaftung in Caluire am 21. Juni 1943 nach Montluc gebracht. In der Endphase der Besatzung kurz vor der Befreiung Frankreichs wurden viele Häftlinge als Vergeltung für Anschläge der Résistance ermordet. Zwischen April und August 1944 fielen mindestens 547 Häftlinge von Montluc solchen Morden zum Opfer. Allein die zwei letzten Massaker von Bron (109 erschossene Häftlinge, hingerichtet auf dem Flugfeld von Bron am 17.–21. August 1944, davon  waren 72 Juden) und das von Saint-Genis-Laval (20. August) wenige Tage vor der Befreiung des Gefängnisses forderten mindestens 229 Opfer. Die deutsche Militärgerichtsbarkeit ließ zwischen Oktober 1943 und Juli 1944 mindestens 79 Inhaftierte auf dem Schießstand La Doua in Villeurbanne hinrichten.
Am 24. August 1944, mehr als eine Woche vor der Befreiung der Stadt Lyon, wurde das Gefängnis befreit, nachdem die Résistance und die provisorischen Instanzen des freien Frankreich unter Yves Farge das Rote Kreuz und die katholische Kirche die deutschen Stellen durch Verhandlungen und Vergeltungsdrohungen davon abgehalten hatten, noch weitere Häftlinge zu ermorden. Die etwa 900 befreiten Gefangenen wurden noch an demselben Tag in andere Unterkünfte gebracht, insbesondere in nahe gelegenen kirchlichen Einrichtungen, und bis zur Befreiung des Rests der Stadt am 3. September dort versteckt.
Kurz darauf wurden in dem Gefängnis mutmaßliche Kollaborateure sowie deutsche und französische Kriegsverbrecher inhaftiert. Ab Oktober 1944 wurden mehr als 900 Personen in Montluc inhaftiert.

### 1947–2009: Nachkriegszeit, Algerienkrieg, Schließung
Im Oktober 1947 wurden Militärgefängnisse in Metropolitanfrankreich abgeschafft. Die Verantwortung für das Gefängnis wurde der zivilen Verwaltung übertragen; es blieb jedoch mit der Militärjustiz verbunden. Ab 1955 wurden zum Tode Verurteilte in Montluc untergebracht, und zwischen 1958 und 1966 wurden dort vier Verbrecher hingerichtet, die von zivilen Gerichten verurteilt worden waren.
Nach der Eskalation des Algerienkonflikts durch Attentate im September 1958 wurden Fälle, die mit dem Konflikt zusammenhingen, fortan von der Militärjustiz verhandelt, und zwar vom Tribunal Permanent des Forces Armées de Lyon (TPFA). Dieses fällte 113 Todesurteile gegen militante Vertreter der algerischen Unabhängigkeitsbewegung, von denen 22 in Metropolitanfrankreich vollstreckt wurden. Zwischen September 1959 und Januar 1961 wurden 11 algerische Angehörige der bewaffneten Freiheitsbewegung FLN in Montluc guillotiniert und zwei in Dijon.
Das Gefängnis war bis zur Auflösung des TPFA 1982 mit diesem verbunden. Der veraltete Bau mit kleinen Zellen ohne Sanitärbereich wurde in dieser Zeit für Kriegsdienstverweigerer und Gefangene, die zu ihrem eigenen Schutz aus anderen Gefängnissen in das eher ruhige Montluc verlegt worden waren, genutzt.
Nach der Verhaftung von Klaus Barbie und seiner Überstellung nach Frankreich im Februar 1983 wurde er auf persönliche Anordnung von Justizminister Robert Badinter symbolisch einige Tage in Montluc eingesperrt, bevor er in das Gefängnis Saint-Joseph überstellt wurde.
Der Männertrakt des Gefängnisses wurde 1997 geschlossen, der Ende der 1980er Jahre renovierte Frauentrakt im Jahr 2009. In den letzten Jahren des Betriebs waren die 27 Plätze oft mit über 70 Frauen überbelegt.

### Seit 2009: Gedenkstätte
Häftlings- und Opferverbände sowie Lokalpolitiker setzten sich nach der Schließung erfolgreich gegen den Abriss der Bauten ein. Am 25. Juni 2009 wurde das Gefängnis in das Inventaire supplémentaire der Monuments historiques, also der französischen Baudenkmäler, aufgenommen. Ab 2010 wurde die nun wieder vom Verteidigungsministerium verwaltete Gedenkstätte der Öffentlichkeit zugänglich gemacht.